# 楊恕 (正統進士)
楊恕（1407年—1466年），字勉仁，南直隸松江府華亭縣人，民籍，治《書經》，年四十二歲中式正統十三年戊辰科第三甲第八十五名進士。八月初一日生，行二，曾祖楊福四；祖楊榮；父楊子貞；母陳氏。永感下，妻衛氏，繼妻沈氏；兄忠。由府學生中式應天府鄉試第四十一名舉人，會試中式第一百十五名。